# 2017년 세계 펜싱 선수권 대회
제64회 세계 펜싱 선수권 대회는 2017년 독일 라이프치히에사 열린 국제 펜싱 대회이다.